# Белавина, Александра Дмитриевна
Алексия (Александра) Дмитриевна Мельничук (Белавина) (род. 3 июля 1989, Ленинград) — четырёхкратная чемпионка мира ITHF по настольному хоккею, актриса

 театра и кино.

## Биография
Мать — Белавина Ирина Николаевна, отец — Белавин Дмитрий Вячеславович.
Представитель известной настольно-хоккейной династии, все члены которой (Белавина Ирина, Белавин Дмитрий и сама Александра) являются либо победителями, либо призёрами Чемпионатов Мира и Европы по настольному хоккею. Замужем за актёром Артёмом Мельничуком. В 2015 году Алексия родила дочь Милославу.
Воспитанница первой в России настольно-хоккейной школы «Маска» в Санкт-Петербурге, первый тренер — Лазарев-Парголовский В.. Первая в истории российского настольного хоккея Чемпионка Мира ITHF.
Окончила колледж Культуры и Искусства в Санкт-Петербурге, факультет театрального творчества (2006—2009). В настоящее время закончила обучение в Театральной Академии на Моховой (2009—2014), факультет режиссуры и актёрского мастерства театра кукол.

## Достижения
1. Второе место на Чемпионате мира 2005 (Рига, Латвия) в Личном Женском Разряде.
2. Чемпионка мира ITHF 2005 (Рига, Латвия) в Командном Женском Разряде.
3. Чемпионка Европы ITHF 2006 (Скалица, Словакия) в Личном Женском Разряде.
4. Чемпионка мира ITHF 2007 (Москва, Россия) в Командном Женском Разряде.
5. Чемпионка мира 2007 (Москва, Россия) в Личном Женском Разряде.
6. Чемпионка мира 2015 (Санкт-Петербург, Россия) в Командном Женском Разряде.

## Спектакли
- 2012, Гильгамеш (по мотивам шумерского мифа). Театр на Моховой (роль — Шамхат)
- 2012, Дядя Ваня (по пьесе «Дядя Ваня» Чехов А. П.). Театр на Моховой (роль — мама Дяди Вани)
- 2014, Вовка в 3D Царстве (детская сказка Владимира Баскина). Театр : Мюзик Холл (роль — Горошина)[3].
- 2014, Дикий (по мотивам сказки Х. К. Андерсена «Гадкий утёнок»). Театр Дождей (роль — Курица)[4].
- 2014, От Красной крысы до зелёной звезды (пьеса Алексея Слаповского). Театр Дождей (роль — Крыса)[4].
- 2015, Русалочка. Всё ради тебя (спектакль Полины Неведомской). Театр Федерация N (роль — Русалочка , Мать , Ведьма)
- 2016, Вероятно, чаепитие состоится (спектакль А. Шишова по мотивам сказок Льюиса Кэрролла). Театр Карлссон Хаус (роль — Мышка Соня)
- 2018, Хроники Нарнии (по мотивам сказок Клайва Льюиса). Шоу-холл Атмосфера (роль — Королева Нарнии)
- 2019, Девчонка, которая умеет летать (посвящение Леониду Енгибарову). Драматический Театр Антреприз (роль — Девушка)
- 2020, Я-слон ! (режиссёр Дмитрий Богданов). Community Stage (роль — Фаина)
- 2021, Иммерсивные спектакли (режиссёр Эд Бриони). Пермформбюро (роль — Женщина-Животное)

## Фильмография
- 2014 — Ёлки 1914 (Медсестра)[5].
- 2014 — Улицы разбитых фонарей, сезон 14 , серия 24 (Анна)
- 2015 — Милицейская сага (Ольга)
- 2019 — Тень за спиной (Кира)
- 2019 — Три сестры. Очевидцы (Оксана)
- 2019 — Старец (Рита)
- 2020 — Готовы на всё (Ирка)
- 2021 — Многоэтажка (жена Степана)
- 2021 — Глухонетвой (Ира)
- 2022 — Неестественный отбор (Мария)
- 2022 — Жизнь по вызову (Анжелика)